# Roger Herren
Roger Herren (ur. 27 września 1945 w Baxter, zm. we wrześniu 2014 w Santa Barbara) – amerykański aktor.

## Życiorys
Urodzony w Baxter, w stanie Tennessee jako najstarszy z czterech synów stolarza i gospodyni domowej. Po służbie wojskowej w Marynarce Wojennej Stanów Zjednoczonych i w 1968 w Wietnamie, pojawił się na kinowym ekranie u boku Lee Marvina i Clinta Eastwooda w komediowym westernie muzycznym Pomaluj swój wóz (Paint Your Wagon, 1969) jako osobnik z miasta. Wystąpił także na scenie w przedstawieniu Chłopcy w bandzie (The Boys in the Band) jako kowboj żigolo. Potem zwrócił na siebie uwagę kinową rolą studenta Rusty’ego Godowskiego, chłopaka Mary Ann Pringle (w tej roli Farrah Fawcett), z którym romansuje tytułowa bohaterka grana przez Raquel Welch w komedii Myra Breckinridge (1970) na podstawie literackiego bestsellera Gorego Vidala. 

## Życie prywatne
Spotykał się z Barbarą Thinnes. Zmarł we wrześniu 2014 w wieku 68 lat w Santa Barbara, w stanie Kalifornia.